# Charkowski Narodowy Uniwersytet Radioelektroniki

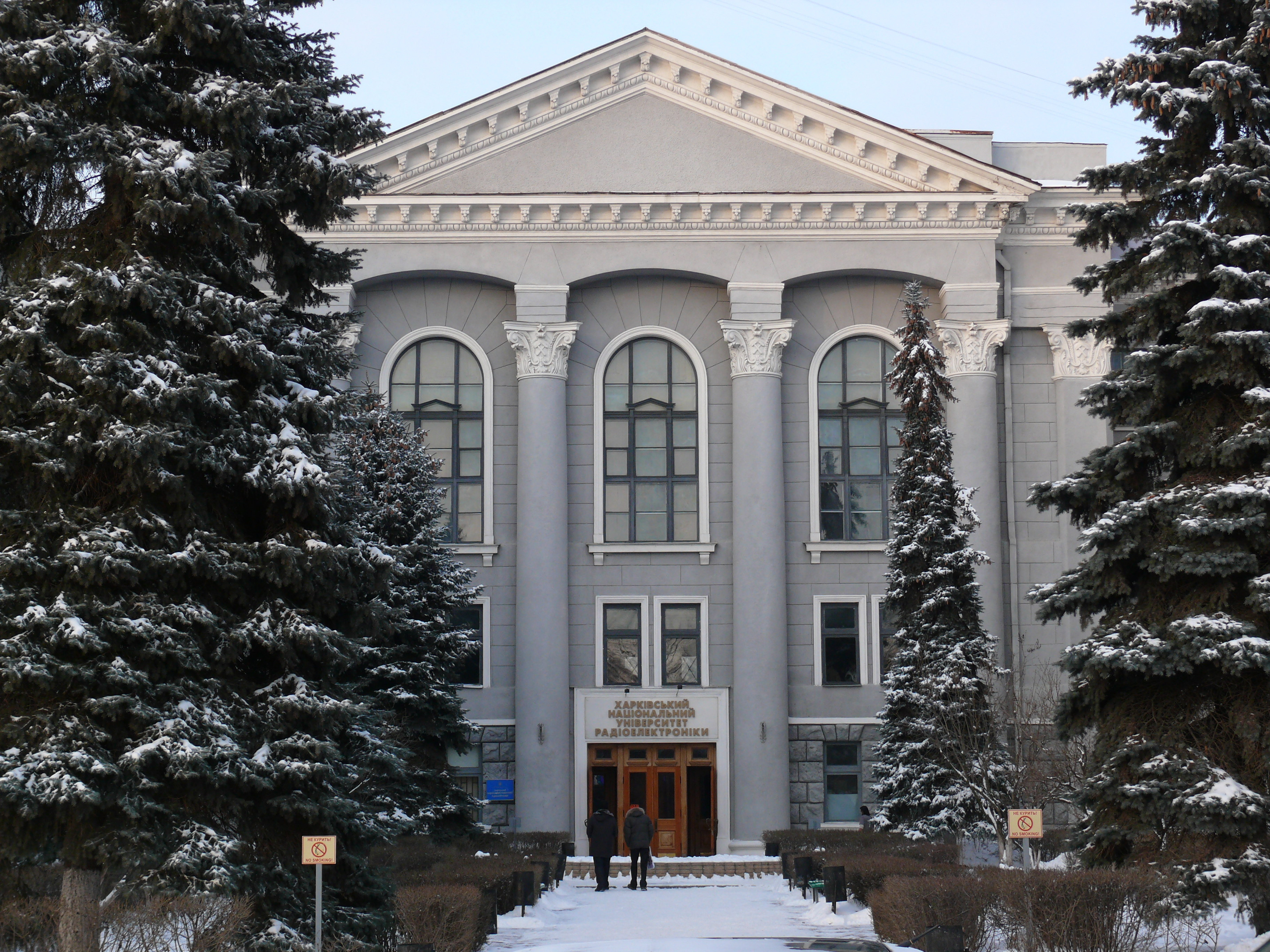

Charkowski Narodowy Uniwersytet Radioelektroniki (ChNURe) (ukr. Харківський національний університет радіоелектроніки) – ukraiński uniwersytet IV poziomu akredytacji. ChNURe – techniczny uniwersytet, jedyna wyspecjalizowana uczelnia na Ukrainie, w której skupiają się prawie wszystkie specjalności związane z technologiami informacyjnymi, radiotechniką i elektroniką.

## Historia
W 1930 roku z wydziału budowlanego Charkowskiego Politechnicznego Instytutu (ChPI) oraz wydziału architektonicznego Charkowskiego Instytutu Sztuki utworzono Charkowski Inżynieryjno-Budowlany Instytut (ChIBI).
W 1944 roku CIBI został przekształcony w Charkowski Górniczo-Przemysłowy Instytut Przemysłu Węglowego ZSRR (ChGPI), a w 1947 roku w Charkowski Instytut Górnictwa Ministerstwa Wyższej i Średniej Specjalnej Edukacji ZSRR.
W 1962 roku (ChGPI) został przekształcony w Charkowski Instytut Górniczej Inżynierii Mechanicznej, Automatyki i Technologii Komputerowych, a w 1966 roku ChIGIMATK został przemianowany na Charkowski Instytut Radioelektroniki (ChIRe).
W 1981 roku Instytut otrzymał Order Czerwonego Sztandaru Pracy, a w 1982 r. został nazwany imieniem akademika M.K Yangelia.
W 1993 roku Charkowski Instytut Elektroniki Radiowej został przekształcony w Charkowski Państwowy Uniwersytet Techniczny (ChPUT).
Z rozkazu prezydenta Ukrainy nr 591 z 07.08.2001 r. nadano Status Narodowego. Obecnie ma nazwę Charkowski Narodowy Uniwersytet Radioelektroniki.
Na cześć uniwersytetu nazwano małą planetę 10681 „Khture”.
Teren uniwersytecki obejmuje 10 budynków uniwersyteckich i 8 akademików. W skład Uniwersytetu wchodzą również: Centrum Kształcenia Podyplomowego, Centrum Kształcenia na Odległość, Centrum Informacyjno-Obliczeniowe, Wydział Studiów Podyplomowych i Doktoranckich, 30 ośrodków badawczych, zakład doświadczalny.
Na uniwersytecie uczy się około 8 tysięcy studentów, z których około 1000 to studenci zagraniczni z 50 krajów świata. Studia są prowadzane w języku rosyjskim, ukraińskim oraz angielskim.
Przy Uniwersytecie stworzono Instytut Badawczy Technologii Laserowych. Badania naukowe prowadzone są w zakresie badań podstawowych i stosowanych. Corocznie na uniwersytecie są prowadzane międzynarodowe konferencje. ChNURe jest centralnym koordynatorem rozwoju nauki w dziedzinie radioelektroniki. Na jego podstawie działa Międzynarodowa Akademia Nauk Elektroniki Stosowanej. Przy uniwersytecie są stworzone Krajowe Stowarzyszenie Anten, Charkowski oddział Międzynarodowego Stowarzyszenia Inżynierów Radiowych i Elektryków.

## Wydziały i katedry uniwersytetu
Wydziały i katedry uniwersytetu współpracują z instytucjami szkolnictwa wyższego w Bułgarii, Chinach, Holandii, Hiszpanii, Polsce, Niemczech, Finlandii, Francji i Szwecji. ChNURe pomyślnie rozwija program wymiany międzynarodowej, w ramach którego studenci otrzymują 2 dyplomy ze studiów wyższych: ukraiński i europejski.
Biblioteka naukowa ChNURE zapewnia studentom i pracownikom uczelni literaturę edukacyjną, naukowo-metodyczną i naukowo-techniczną, informacje w formie drukowanej i elektronicznej, dostęp do naukowych baz danych, ma czytelnię komputerową z otwartym dostępem do Internetu.

### Wydziały i katedry uniwersytetu
Wydział Informatyki
- Katedra Informacyjnego Zarządzania Systemami
- Katedra Inżynierii Systemowej
- Katedra Inżynierii Oprogramowania
- Katedra Sztucznej Inteligencji
- Katedra Systemów Medialnych i Technologii

Wydział Inżynierii Komputerowej i Zarządzania
- Katedra Maszyn Elektronicznych
- Katedra Automatyzacji Projektowania Urządzeń Komputerowych
- Katedra Bezpieczeństwa Technologii Informacyjnych
- Katedra Filozofii

Wydział Informacyjno-Analitycznych Technologii i Zarządzania
- Katedra Matematyki Stosowanej
- Katedra Informatyki
- Katedra Cybernetyki Ekonomicznej i Zarządzania Bezpieczeństwem Ekonomicznym
- Katedra Matematyki Wyższej
- Katedra Informatyki Społecznej

Wydział Informacyjnych Technologii Radiowych i Ochrony Technicznej Informacji
- Katedra Radiotechniki Komputerowej i Systemów Ochrony Technicznej Informacji
- Katedra Informacyjno-Komunikacyjnych Systemów Technologii Radiowych
- Katedra Inżynierii Medialnej i Informacyjnych Systemów Radioelektroniki
- Katedra Technologii i Systemów Mikroprocesorowych
- Katedra Języków Obcych

Wydział Infocommunication
- Katedra Infocommunication Inżynierii
- Katedra Informacyjno-Sieciowej Inżynierii
- Katedra Metrologii i Ekspertyzy Technicznej

Wydział Automatyki i Technologii Komputerowych
- Katedra Projektowania i Obsługi Aparatury Elektronicznej
- Katedra Komputerowo-Integrowanych Technologii, Automatyki i Mechatroniki
- Katedra Fizyki
- Katedra Bezpieczeństwa Pracy

Wydział Inżynierii Elektronicznej i Biomedycznej
- Katedra Mikroelektroniki, Urządzeń i Urządzeń Elektronicznych
- Katedra Fotoniki i Inżynierii Laserowej
- Katedra Inżynierii Biomedycznej
- Katedra Wychowania Fizycznego i Sportu

Wydział Studiów dla Cudzoziemców
- Katedra Szkolenia Językowego
- Katedra Nauk Przyrodniczych
- Katedra Ukrainistyki